# Maurizio Murelli
Maurizio Murelli (Milano, 12 ottobre 1954) è un ex terrorista, editore e attivista italiano, militante di gruppi di estrema destra negli anni di piombo. È ricordato soprattutto come uno dei protagonisti del giovedì nero di Milano. È editore di riferimento della destra radicale italiana dagli anni '80 (con la sua casa Società Editrice Barbarossa prima e attualmente con AGA Editrice).

## Biografia
Poco prima di compiere 18 anni, nel settembre 1972, iniziò a frequentare gli ambienti dei neofascisti milanesi che si davano ritrovo in Piazza San Babila. Il 12 aprile 1973 partecipò agli scontri tra neofascisti e forze dell'ordine, nel cosiddetto giovedì nero di Milano. Gli scontri culminarono con la morte dell'agente di polizia Antonio Marino, colpito in petto da una bomba a mano. Murelli fu arrestato assieme a Vittorio Loi, e incriminato per aver gettato le bombe. Fu infine condannato a diciotto anni di reclusione per concorso morale in omicidio.
Durante la prigionia collaborò alla rivista clandestina Quex, promossa da detenuti di estrema destra tra i quali Fabrizio Zani e Mario Tuti, e a La voce della fogna di Marco Tarchi (in questo caso con una serie di articoli satirici sul mondo del neofascismo firmati Mister Mysterious). Tradusse anche nel 1980 il libro L'islam e il Graal di Pierre Ponsoye per le Edizioni all'Insegna del Veltro di Claudio Mutti: la sua traduzione è stata riproposta nelle riedizioni ad opera di SE del 1989 e del 1998.
Negli anni ottanta divenne, assieme alla moglie, la giornalista e filosofa Alessandra Colla, il principale animatore del mensile Orion (fondato nel 1984 da Murelli a Saluzzo quando esce di prigione in semilibertà dopo 11 anni) e della casa editrice ad esso collegata (prima le Edizioni Barbarossa fondate nel 1979 in carcere, poi la Società Editrice Barbarossa che diventa infine di recente AGA Editrice). Orion, direttamente ispirata agli scritti del terrorista Franco Giorgio Freda, è considerato il punto di riferimento italiano in quegli anni del pensiero "rosso-bruno" o "nazionalcomunista", nazionalbolscevico e nazi-maoista, gravitano figure con origini molto diverse tra loro, come i futuri leghisti Mario Borghezio (responsabile del supplemento a tema economia) e Gianluca Savoini, i fondatori di Prima Linea Enrico Galmozzi e di Terza Posizione Gabriele Adinolfi, che sarà uno dei direttori, il futuro responsabile culturale di CasaPound Adriano Scianca e il negazionista dell'Olocausto Carlo Mattogno. Murelli riesce anche per qualche tempo a tirare fuori dal carcere l'ex terrorista nero Pierluigi Concutelli assumendolo come responsabile dell'ufficio romano della casa editrice. La rivista si distinguerà per la sua retorica fortemente antisemita e antigiudaica, per i riferimenti al movimento völkisch, al filoislamismo fondamentalista, al negazionismo dell'olocausto e al sostegno al falso storico dei Protocolli dei Savi di Sion, spesso usato come "prova" per le proprie accuse e letti in chiave «spiritualista» ispirandosi alle teorie di Julius Evola.
Murelli organizza poi a partire dai primi anni '90 una serie di eventi chiamati Università d'Estate/Sinergie Europee che per molti anni fungono da ritrovo italiano internazionale della parte più intellettuale delle destre radicali d'Europa. In particolare l'Università d'Estate del 2000, svoltasi al ristorante e centro culturale Corte dei Brut di Gavirate, curata da lui con Rainaldo Graziani e Gabriele Adinolfi, è considerata (da studiosi come M.L. Andriola) il raduno italiano più importante delle destre radicali europee di quegli anni (Forza Nuova, Fiamma Tricolore, Alleanza Nazionale, Lega Nord, Azione Giovani e molte altre realtà anche straniere) anche perché lì fu concepita e pianificata la fondazione di CasaPound. Negli ultimi anni, a partire dall'uscita di Putin contro Putin a inizio 2018, Murelli e la AGA sono particolarmente attivi nella traduzione in italiano dei libri del filosofo russo Aleksandr Dugin. Lo stesso Murelli a livello politico si avvicina moltissimo al pensiero duginiano e diventa punto di riferimento italiano per la diffusione di questo. 
Nel 2019 è al centro di alcune polemiche in quanto un libro inchiesta di Claudio Gatti, I demoni di Salvini. I postnazisti e la Lega, sostiene che Murelli è ispiratore e artefice di infiltrazioni fasciste all'interno della Lega Nord le quali a suo parere avrebbero influenzato pesantemente l'allora ministro dell'interno Matteo Salvini, mettendo a rischio la democrazia e trasformando Salvini in un "agente d'influenza" del presidente russo Vladimir Putin in Europa (Murelli, come Dugin, è ammiratore di Putin e anti-americano). Questa teoria è stata ripresa dai programmi televisivi PiazzaPulita e Report, dove sono stati trasmessi frammenti di interviste con Murelli, Graziani e Dugin.
Il 16 gennaio 2020 era invece già stato distribuito su Youtube un altro film documentario, La meta è il viaggio nella postmodernità - Murelli e Graziani a colloquio, presentato e diretto da Umberto Baccolo, dove nel corso di una lunga partita a scacchi Rainaldo Graziani e Murelli annunciano la loro decisione di chiudere con l'esperienza e l'ambiente neofascista e di abbandonare l'ideologia fascista per rifondarsi politicamente altrove, con riferimento in particolare alla Quarta Teoria Politica di Dugin. La cosa, vista la particolare notorietà e stima goduta dai due nell'area della destra radicale, ha subito suscitato reazioni e dibattiti interni all'ambiente.